# 立方數
第{\displaystyle n}個立方數指可以寫成{\displaystyle n^{3}}的數，當中{\displaystyle n}必為整數。立方數是邊長{\displaystyle n}的立方體的體積。作為算術用語的「立方」，表示任何數{\displaystyle n}的三次冪，可用³（Unicode字元179）來表示。
和平方數不同，立方數可存在負數。
若將立方数概念扩展到有理数，则两个立方数的比仍然是立方数，例如， (2 × 2 × 2) / (3 × 3 × 3) = 8/27 = 2/3×2/3×2/3。
若一个整数没有除了 1 之外的立方数為其因數，则称其为無立方數因數的數。
首十二個立方數 A000578為：1, 8, 27, 64, 125, 216, 343, 512, 729, 1000, 1331, 1728,  ...（第零個是0）
雖然形狀不同，每個立方數第{\displaystyle n}個立方數同時都是第{\displaystyle n}個六角錐數，即首{\displaystyle n}個中心六邊形數之和。

## 立方數和
首{\displaystyle n}個正立方數之和為{\displaystyle \left[{\frac {n(n+1)}{2}}\right]^{2}}，即第{\displaystyle n}個三角形數的平方
每個整數均可表示成9個或以下的正立方數之和。（華林問題）
1939年，狄克森證明只有23和239需要用9個正立方數的和來表示。
亞瑟·韋伊費列治證明只有15個整數須用8個：15, 22, 50, 114, 167, 175, 186, 212, 231, 238, 303, 364, 420, 428, 454 （ A018889）
的士數和士的數都指最小能表示成兩個立方數之和的數，但的士數的必須為正數，士的數則無此限。（見1729）
只有一組連續三個立方數之和亦是立方數，就是3, 4, 5的立方，其和等於6的立方。
在十进制，除了1之外，僅有4個的正整數其數字立方之和等同它本身，它們為153, 370, 371, 407，他們是{\displaystyle n=3}的自戀數。這4個三位數，亦可視為將它的數字分成三份，每份的立方之和，相似性質的整數有無限個，如165033, 221859, 336700等（ A056733）。

## 性質
- 除了0以外，立方數不可能是普洛尼克數。[註 1]
- 除了0以外，立方數也不可能是連續若干個（至少兩個）數的積。[註 2]
- 除了0，1，8以外，立方數不可能是費波那契數。
- 除了1以外，立方數也不可能是盧卡斯數。
- 除了0，1以外，立方數不可能是佩爾數。
- 除了0，1以外，立方數不可能是三角形數、五角數等多邊形數。
- 除了1以外，立方數不可能是中心正方形數、中心五邊形數等中心多邊形數。
- 除了1，8以外，立方數也不可能是烏拉姆數列出現的數。
- 除了1，226981（61的立方）以外，立方數不可能是星數。
- 除了1以外，立方數在楊輝三角形只出現二次。
- 除了0000和9999以外，立方數末4四位數不可能相同
- 立方數不可能是楔形數、半質數。
- 0以外的立方數每一位數數字相加之和，不停重複地相加到剩一位數時必定是 1, 8, 9。
- 是否在相继立方數之间存在一个素数这一命题，对1000000000000以内的数目是正确的。
- 立方數是模任何整數的三次剩餘；另外，如果某個整數是模任何整數的三次剩餘，那麼它一定是立方數。
- 立方數的正因數個數一定是3的倍數加1。

## 涉及立方数和的问题

### x3+y3+z3=k{\displaystyle x^{3}+y^{3}+z^{3}=k}的整数解
1. 方程{\displaystyle x^{3}+y^{3}+z^{3}=3}除了有4组解{\displaystyle (1,1,1),(4,4,-5),(4,-5,4),(-5,4,4)}以外，是否还有其它整数解？
2. 方程{\displaystyle x^{3}+y^{3}+z^{3}=33}有整数解{\displaystyle (8866128975287528,-8778405442862239,-2736111468807040)}[1]
3. 方程{\displaystyle x^{3}+y^{3}+z^{3}=42}有整数解{\displaystyle (-80538738812075974,80435758145817515,12602123297335631)}[2]
4. 方程{\displaystyle x^{3}+y^{3}+z^{3}=114}是否有整数解？

## 其他
- 立方質數的定義為{\displaystyle {\frac {x^{3}-y^{3}}{x-y}}}，其中{\displaystyle x=y+1}或{\displaystyle x=y+2}。